# Боткинская улица (Ялта)
Боткинская улица — улица в историческом центре Ялты. Проходит от улицы Кирова до Пушкинской улицы.
Улица хорошо озеленена

## История
Проложена по территории Нового города. Первоначальное название — Ново-виноградная.
Атмосфера улицы начала XX века воспета Лесей Украинкой в стихотворении «Зимняя весна» (укр. Весна зимова, цикл «Крымские отзвуки») и упомянута в рассказе «Над морем», написанном в ноябре 1898 г.
Застройка улицы пострадала в землетрясении 1927 года

## Достопримечательности
- д. 7 — бывший дом С. С. Кострицкого
- д. 13/25 — бывшая гостиница «Метрополь» (архитектор О. Э. Вегенер, 1902)[7]
- д. 14 — жилой дом (здание, в котором в 1919 г. размещался УКОМ РКСМ, мемориальная доска[8])

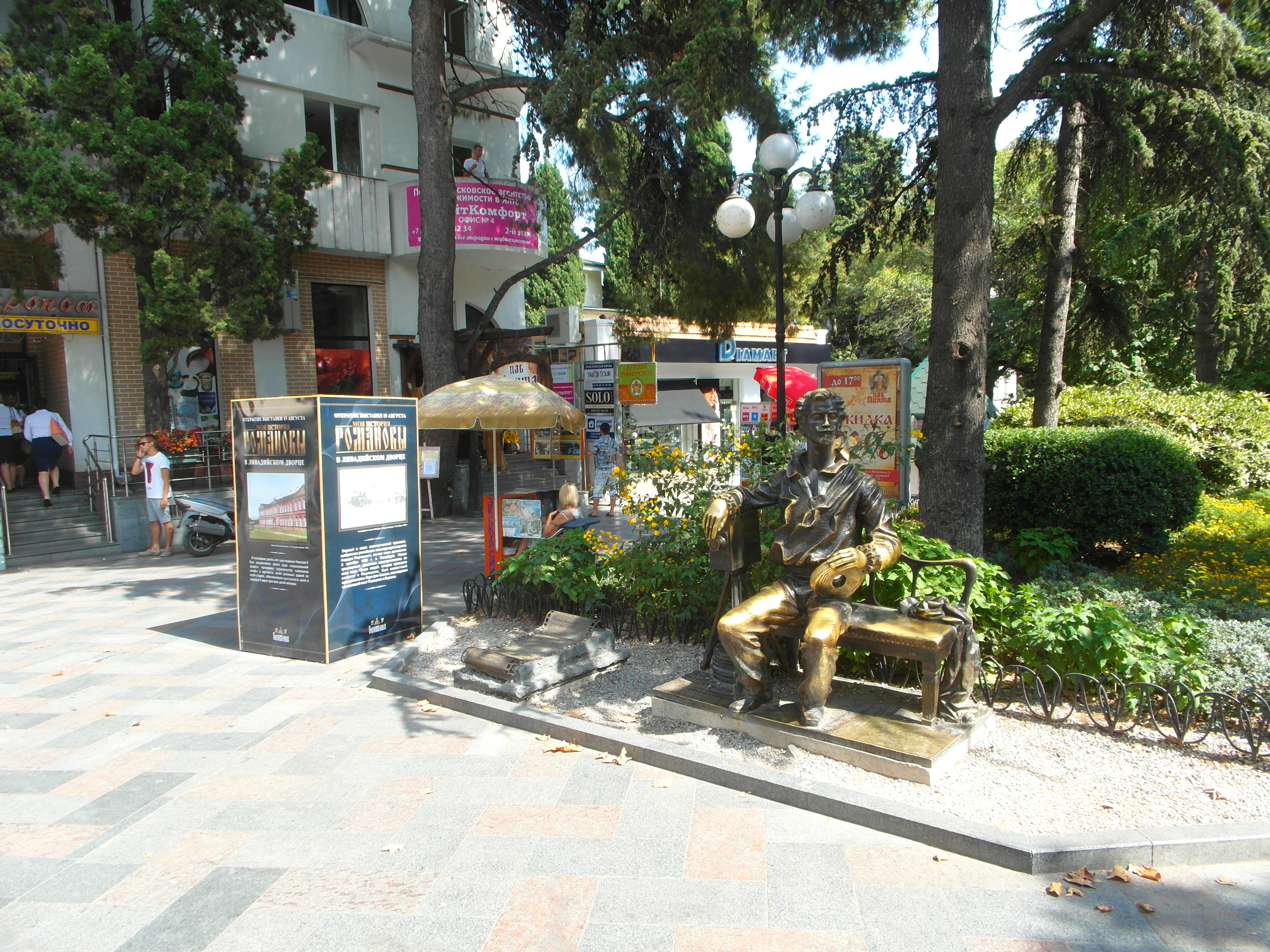
Памятник А. Ханжонкову

## Известные жители
- д. 6 (вилла «Ифигения», здание не сохранилось) — Леся Украинка[10]
- д. 23 — Галимджан Ибрагимов[11]
- д. 27/34А — архитектор П. К. Теребеньев